# 圣布里奇教堂 (伦敦)
圣布里奇教堂（英語：St Bride's Church）是英国伦敦市的一座教堂，位于舰队街。目前的建筑兴建于1672年，是由克里斯多佛·雷恩爵士设计，在1940年伦敦大轰炸中受损严重。由于地处舰队街，它与记者和报纸关系密切。该教堂构成伦敦的天际线，在许多地方都能清楚见到。它高69米，是所有雷恩的教堂中第二高的，仅次于圣保罗座堂。其分层尖塔据说启发了现代婚礼蛋糕的设计。